# راينو (كوميكس)
راينو (بالإنجليزية:Rhino ) شخصية خيالة شريرة ظهر لأول مره في عام 1966 في القصص المصورة التي نشرتها شركة مارفيل كومكس بجانب الرجل العنكبوت لديه جسد ضخم وقرن قوي.